# Walenty Kubica
Walenty Kubica, ps. „Kuba” (ur. 6 lutego 1906 w Kosztowach, zm. 26 stycznia 1970 w Katowicach) – polski górnik i polityk komunistyczny, wiceminister górnictwa (1952–1954), poseł na Sejm PRL III i IV kadencji.

## Życiorys
Syn Jakuba, pochodził z Kosztowów (obecnie należących do Mysłowic). Skończył 7-klasową szkołę powszechną, następnie pracował w kopalniach. Od początku lat 20. kolportował druki komunistyczne i był agitatorem przedwyborczym. W latach 1926–1927 przebywał w Niemczech, gdzie wstąpił do Komunistycznej Partii Niemiec. W okresie 1927–1929 odbywał służbę wojskową w 43 pp Strzelców Kresowych w Dubnie. W latach 1930–1931 działał w Polskiej Partii Socjalistycznej–Lewicy, a potem do 1938 w Komunistycznej Partii Polski. Od 1933 był też działaczem Międzynarodowej Organizacji Pomocy Rewolucjonistom w Katowicach. W listopadzie 1936 aresztowany i skazany na półtora roku więzienia. Od 1943 działał w Polskiej Partii Robotniczej, gdzie był delegatem na I zjazd partii, II sekretarzem Komitetu Dzielnicowego w Lędzinach, a od 1 lutego 1945 instruktorem Komitetu Wojewódzkiego w Katowicach. W 1948 wraz z PPR przystąpił do Polskiej Zjednoczonej Partii Robotniczej (był delegatem na zjazd zjednoczeniowy), w której działał do końca życia. Od 1948 do 1949 przewodniczył oddziałowi Związku Zawodowego Górników w Wesołej. W latach 1949–1950 był I sekretarzem Komitetu Powiatowego PZPR w Pszczynie, potem na początku lat 50. II sekretarzem Komitetu Wojewódzkiego PZPR w Katowicach, został też I sekretarzem Komitetu Miejskiego partii, był również delegatem na II, III i IV zjazd PZPR. Od 1952 do 1954 był podsekretarzem stanu w Ministerstwie Górnictwa, a w latach 1954–1959 przewodniczącym Wojewódzkiej Rady Związków Zawodowych w Katowicach. Od marca 1954 do listopada 1968 zasiadał w Centralnej Komisji Kontroli Partyjnej PZPR. Od 1957 posiadał rentę dla zasłużonych. Od 1961 do 1969 zasiadał w Sejmie PRL III i IV kadencji, reprezentując okręg Katowice. Pełnił ponadto funkcję prezesa Towarzystwa Rozwoju Ziem Zachodnich w województwie katowickim.
W 1956 odznaczony został Orderem Sztandaru Pracy I klasy. Był odznaczony również Orderem Sztandaru Pracy II klasy, Krzyżem Komandorskim z Gwiazdą Orderu Odrodzenia Polski, Śląskim Krzyżem Powstańczym, Medalem 10-lecia Polski Ludowej oraz Odznaką „Zasłużonemu Opolszczyźnie” (1968). 
Żonaty, żona Maria Kubica (1914-2004). Został pochowany na cmentarzu parafialnym w Mysłowicach.
W pogrzebie udział wzięli przedstawiciele władz centralnych i wojewódzkich na czele z ministrem górnictwa i energetyki Janem Mitręgą, wiceprzewodniczącym CRZZ Romanem Stachoniem oraz sekretarzem KW PZPR Rudolfem Juzkiem.
Jego imieniem były nazwane ulice w Mysłowicach-Kosztowach i Pszczynie oraz osiedle w Tychach.